# Placodiscus riparius
Placodiscus riparius är en kinesträdsväxtart som beskrevs av Ronald William John Keay. Placodiscus riparius ingår i släktet Placodiscus och familjen kinesträdsväxter. Inga underarter finns listade i Catalogue of Life.